# Monkton Deverill
Monkton Deverill è un villaggio nella parrocchia civile di Kingston Deverill nella contea del Wiltshire nel Sud Ovest dell'Inghilterra, Regno Unito. 

## Geografia

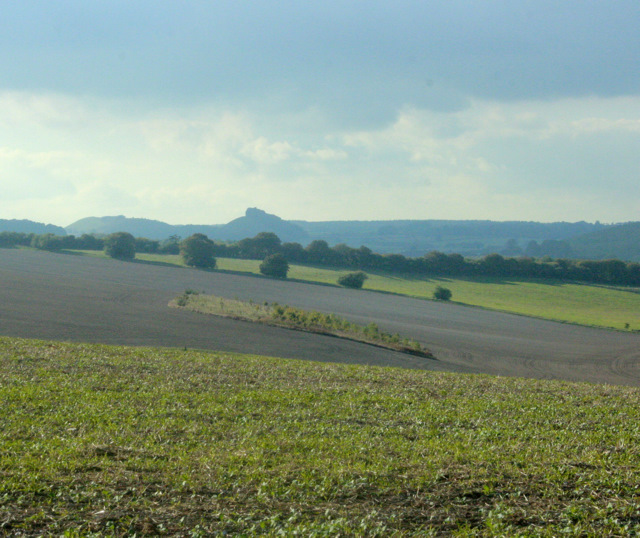
Territorio di Monkton Deverill

Il territorio del villaggio di Monkton Deverill occupa una superficie abbastanza estesa con un'altezza sul mare media di circa 128 metri. Con gli altri cinque villaggi della valle (Kingston, Brixton Deverill, Hill Deverill, Longbridge Deverill e Crockerton) forma il territorio noto come i Deverill. La valle nella quale si trova coincide col margine occidentale della pianura di Salisbury verso il Somerset. Il nome Deverill si riferisce al fiume Deverill che scorre attraverso l'intera valle. Nasce a ovest di Kingston e scorre verso nord, attraversando i sei villaggi. A Crockerton incontra il torrente Shearwater e diventa il fiume Wylye.

## Storia
Il villaggio di Monkton Deverill anticamente era noto come East Monkton e sino al 1934 è stato una parrocchia civile autonoma. Da quella data è stato accorpato a Kingston Deverill diventandone una sua parte amministrativa. Nel 1931, poco prima dell'accorpamento, la parrocchia contava 108 abitanti. Il nome Monkton significa "Fattoria del Monaco". All'epoca del Domesday apparteneva alla chiesa di Santa Maria di Malmesbury. L'intera valle è stata abitata ininterrottamente da agricoltori almeno dal 3500 a.C. e vi sono numerosi tumuli, terrapieni e tumuli con siti dell'età del Ferro. La valle continuò a essere popolata, attiva e importante anche in epoca romana. Due strade romane si incrociavano al guado di Kingston Deverill. Una era l'antica strada maestra che arrivava da Portchester e l'altra quella che collegava con Poole. Le due si uniscono al confine tra Monkton e Kingston Deverill. Probabilmente nei territori interessati esistevano villaggi romani a Longbridge, Hill, Monkton, Kingston e Lower Pertwood. C'è un forte legame tra Kingston Deverill e il re Alfredo il Grande legato alla famosa battaglia di Ethandun. Prima dello Scisma anglicano la chiesa era la principale proprietaria terriera della valle.
Ai tempi del Domesday Book il re Guglielmo I d'Inghilterra confiscò molte terre alla nobiltà inglese, ma lasciò intatte le proprietà della Chiesa e Longbridge, Crockerton e Monkton dal X secolo appartenevano agli abati di Glastonbury. Dopo la Riforma anglicana i tre villaggi furono acquistati da Sir John Thynne e venduti negli anni quaranta per contribuire al pagamento delle tasse di successione. I Ludlow furono i proprietari di Kingston e Hill rispettivamente dal XVI e dal XV secolo. Questa famiglia divenne poi nota per il suo sostegno ai Roundheads durante la guerra civile. Il tenente generale Edmund Ludlow fu uno dei firmatari della condanna a morte del re Carlo I. Lord Weymouth acquistò queste terre nel 1737, portando l'intera valle in proprietà dei Thynne. Un cottage a Monkton Deverill conserva ancora lo stemma dei Ludlow sopra la porta. La famiglia Ludlow possedeva vaste tenute nei Deverill dal XIV secolo e in seguito si imparentò con la famiglia Coker. Fino alla seconda guerra mondiale, la principale fonte di occupazione nella valle era l'agricoltura e dopo la superficie coltivata delle parrocchie di Deverill aumentò più del doppio, risultato raggiunto utilizzando i terreni spianati dai carri armati che avevano usato le Downs come area di addestramento. La comunità più numerosa allora era Monkton, con circa 285 residenti, mentre Kingston Deverill era la più piccola, con solo 34.

### Collana di Monkton Deverill
Si tratta di una collana d'oro finemente lavorata risalente all'Età del Bronzo (1300-1000 a.C.). Venne scoperta nel 1990 quando due cercatori di metalli nei pressi di Monkton Deverill individuarono questo manufatto prezioso con un'ascia in lega di rame. I due oggetti furono rinvenuti in una buca scavata nel limo di un fossato che circondava un tumulo funerario dell'età del Bronzo. L'ascia era stata accuratamente posizionata sopra la collana. La collana fu dichiarato un tesoro pubblico ma la decisione venne contestata e ne seguì una battaglia legale durata tre anni. Dopo due inchieste si arrivò alla conclusione che "la collana era stato nascosto per sicurezza ed era stato dichiarato un tesoro" e divenne di proprietà della Corona. La collana insomma era stato lasciata dal proprietario che intendeva tornare a recuperarla in seguito. Questa scoperta portò alla riforma del diritto comune medievale sui tesori ritrovati e all'istituzione del Treasure Act nel 1996. "Qualsiasi tesoro ritrovato, indipendentemente dalle circostanze in cui è stato depositato, anche se smarrito o lasciato senza alcuna intenzione di essere recuperato, appartiene alla Corona". Il tesoro venne poi acquistato dal Museo con il supporto finanziario di numerosi trust, membri singoli e privati.

### Storia della comunità religiosa
Per molti anni le chiese di Brixton Deverill, Monkton Deverill e Kingston Deverill furono curate dallo stesso parroco. Nel 1973 tutte le chiese dei Deverill furono accorpate a quelle di Crockerton. Nel 1996 fu creato il Cley Hill Team, che unì i Deverill alle parrocchie di Warminster St. Denys, Upton Scudamore, Horningsham, Corsley e Chapmanslade. I registri parrocchiali del 1706, oltre a quelli attualmente in uso, sono consultabili presso l'Archivio del Wiltshire e di Swindon.

## Monumenti e luoghi d'interesse

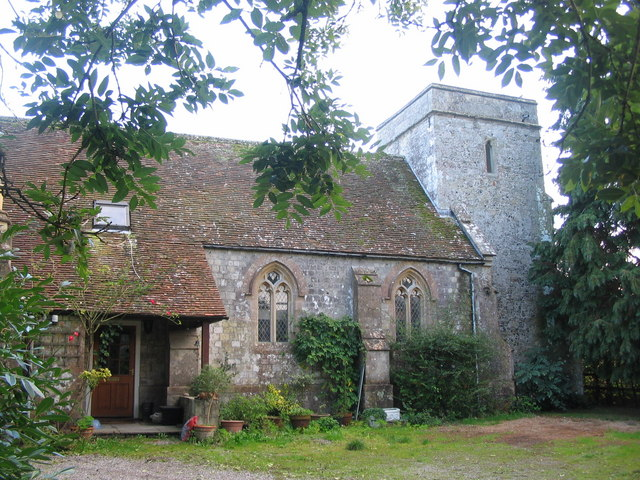
Chiesa sconsacrata di Sant'Alfredo il Grande

Nel territorio di Monkton Deverill vi sono vari luoghi degni di interesse. Un cottage a Monkton Deverill reca lo stemma dei Ludlow sopra la porta.
- Chiesa di Sant'Alfredo il Grande della Sassonia occidentale. Si tratta di un antico luogo di culto sconsacrato nella seconda metà del XX secolo e divenuto abitazione privata. Viene ritenuto un monumento classificato di secondo grado per il suo particolre interesse.[7][8]
- Manor Farmhouse. Si tratta di una casa colonica ricostruita risalente alla fine del XVII secolo e all'inizio del secolo successivo con aggiunte di inizio XIX secolo. Costruito in pietra calcarea lavorata, l'ala del XIX secolo presenta fasce in mattoni e tetto in tegole, con bugnato e camini in mattoni. Mostra pianta a L. Si alza su due piani, con tre finestre per piano. La porta centrale a sei pannelli è con architrave in pietra modanata e portico in ghisa, con coppia di ante a dodici pannelli con architrave modanata e montante centrale su entrambi i lati. Mostra una fascia piana al primo piano con una finestra centrale e coppia di ante al piano terra su entrambi i lati. Viene rifinita in conci bugnati smussati. Il vano di ingresso sinistro presenta un grande camino in pietra con sfalsamenti, con alcuni mattoni antichi sullo zoccolo. L'ala posteriore presenta due ante a quattro pannelli al piano terra e al primo piano. Non si hanno informazioni sull'interno. Viene considerato un monumento da conservare.[9]
- Burton Farmhouse. Anche questa è una casa colonica storica risalente alla fine del XVII secolo. Costruita in pietra di macerie, con tetto in ardesia gallese e comignoli in mattoni a due falde. Si alza su due piani con due finestre con infissi a battente per piano. La porta in tavole di legno è protetta da una pensilina a timpano a sinistra del centro. Gli infissi a battente a tre luci con montanti smussati e incassati sono su entrambi i lati. Il primo piano ha due infissi a battente a tre luci con montanti. Il tetto ha spigoli smussati. Attaccato al vano di ingresso destro c'è una stalla con porte a tavole e tetto a tegole. Sul retro ha infissi a tre luci con montanti ovoli e infissi a tre luci al primo piano, ampliamento della tettoia degli anni cinquanta. L'interno ha porte a tavole, travi smussate con fermi a gradini, camino aperto con lunetta.[10]

## Geografia antropica
Dal 1934 il Villaggio di Monkton Deverill è parte della parrocchia di Kingston Deverill. Monkton era notevolmente popolata in passato. Come in molti villaggi della valle di Deverill forniva la maggior parte dei servizi di cui la gente aveva bisogno all'inizio del XX secolo. Le fattorie erano i principali datori di lavoro. A Monkton fu a lungo presente la scuola che in seguito chiuse, avendo solo 20 alunni.

## Economia
Fino alla seconda guerra mondiale, la principale fonte di occupazione nella valle era l'agricoltura. All'inizio del XIX secolo i prezzi del mais erano aumentati quindi il periodo fu buono nella Deverill Valley. Purtroppo, la situazione cambiò e negli anni ottanta del XIX secolo, il mais iniziò ad arrivare dall'estero, seguito presto da altri prodotti alimentari. I contadini del Wiltshire si salvarono dedicandosi alla produzione di latte fresco. Dopo la seconda guerra mondiale, la superficie coltivata delle parrocchie di Deverill aumentò più del doppio. La guerra comunque portò grandi cambiamenti ovunque, e la valle non ne fu immune.